# David Nalbandian
David Pablo Nalbandian (ur. 1 stycznia 1982 w Córdobie) – argentyński tenisista pochodzenia ormiańskiego i włoskiego specjalizujący się w grze pojedynczej na nawierzchni twardej.
W zawodowym gronie tenisistów Nalbandian zadebiutował w 2000 roku, a karierę zakończył w 2013 roku. W przeciągu swojej kariery wygrał łącznie 11 turniejów rangi ATP World Tour. Pierwsze zwycięstwo odniósł w 2002 roku w Estoril, a ostatnie w sierpniu 2010 w Waszyngtonie. W roku 2005 został mistrzem Tennis Masters Cup, gdzie gra ośmiu najwyżej sklasyfikowanych tenisistów bieżącego sezonu. Dodatkowo w dalszych 13 turniejach Nalbandian był finalistą, w tym wielkoszlemowego Wimbledonu z 2002 roku. Najwyżej w rankingu singlowym klasyfikowany był w marcu 2006 roku na 3. miejscu.
W rozgrywkach gry podwójnej Argentyńczyk osiągnął jeden finał. Najwyżej w zestawieniu deblowym znajdował się na 105. pozycji w październiku 2009 roku.
Jako reprezentant w Pucharze Davisa Nalbandian trzykrotnie osiągnął z reprezentacją finał, w latach 2006, 2008 oraz 2011. W 2006 Argentyńczycy przegrali w finale z Chorwacją, a w 2008 i 2011 z Hiszpanią. Łącznie w barwach narodowych Nalbandian wystąpił w 29 spotkaniach singlowych, z których w 23 wygrał oraz 21 meczach deblowych, z których w 16 zwyciężył.

## Kariera

### Lata juniorskie
Ma za sobą udaną karierę juniorską, z tytułami wielkoszlemowymi. W singlu wygrał US Open 1998 roku, w którego w finale pokonał Rogera Federera, natomiast w deblu został mistrzem Wimbledonu z 1999 roku w parze z rodakiem Guillermo Corią. Z nim to również przegrał w finale juniorskiego French Open w 1999 roku. W 1998 roku był klasyfikowany jako nr 3. w singlu i nr 6. w deblu w światowych rankingach juniorskich. W 2000 roku postanowił rozpocząć karierę seniorską.

### Sezony 2000–2001
Swoje profesjonalne starty zaczynał od turniejów kategorii ATP Challenger Tour, do których dostawał się poprzez kwalifikacje. Swój pierwszy turniej ATP World Tour rozegrał w Miami. Do tych rozgrywek rangi ATP Masters Series dotarł przez eliminacje, ale w I fazie rozgrywek turnieju głównego nie sprostał Jimowi Courierowi. W 2000 roku awansował również do półfinału w Buenos Aires w ramach zawodów ATP Challenger Tour.
W 2001 roku, w połowie lutego, dotarł do ćwierćfinału turnieju ATP World Tour w Viña del Mar. Miesiąc później wygrał zawody ATP Challenger Tour w Salinas. Swój pierwszy półfinał rozgrywek ATP World Tour osiągnął podczas turnieju w Umagu. Mecz o finał przegrał z Hiszpanem Carlosem Moyą 4:6, 5:7, który później zwyciężył w całych rozgrywkach. Tydzień później, w Sopocie, również osiągnął półfinał, w którym nie sprostał Tommy'emu Robredo.
W sierpniu 2001 roku przystąpił do kwalifikacji wielkoszlemowego US Open. Argentyńczyk przeszedł je i dotarł w samym turnieju do III rundy. Swój pierwszy finał rozgrywek ATP World Tour zagrał w Palermo. W finale ostatecznie przegrał z Féliksem Mantillią 6:7(2), 4:6. Pod koniec roku wygrał imprezę ATP Challenger Tour w Montevideo.
W 2001 roku po raz pierwszy awansował do czołowej "50" rankingu seniorów. Na koniec sezonu został sklasyfikowany jako 47. zawodnik.

### Sezon 2002 – finał Wimbledonu
Trzeci rok w zawodowej karierze rozpoczął od awansu do ćwierćfinału w Auckland. W Australian Open doszedł do II rundy. W Buenos Aires zanotował kolejny ćwierćfinał. Tego roku po raz pierwszy wystąpił w Indian Wells (turniej z cyklu ATP Masters Series), gdzie doszedł do II rundy. Z turnieju w Miami odpadł w I rundzie.
W kwietniu wygrał swój pierwszy turniej rangi ATP World Tour, na nawierzchni ziemnej w Estoril. Wyeliminował po drodze m.in. Carlosa Moyę oraz Juana Carlosa Ferrero. W decydującym spotkaniu pokonał w dwóch setach Jarkko Nieminena 6:4, 7:6(5). Podczas rozgrywek ATP Masters Sereis w Monte Carlo, Rzymie i Hamburgu Nalbandian osiągnął odpowiednio III, II i I rundę. W French Open dotarł do III rundy przegrywając z Maratem Safinem 3:6, 3:6, 6:3, 4:6.
W lipcu osiągnął finał Wimbledonu. W meczu o tytuł ostatecznie przegrał z Lleytonem Hewittem 1:6, 3:6, 2:6.
Cykl US Open Series rozpoczął od ćwierćfinału w Montrealu, a w Cincinnati odpadł w I fazie rozgrywek. W samym US Open również przegrał w I rundzie. W Madrycie zanotował III rundę. Swoje drugie turniejowe zwycięstwo odniósł w Bazylei, gdzie w drodze do finału pokonał m.in. Rogera Federera i Tima Henmana. Pojedynek finałowy zakończył się zwycięstwem Nalbandiana 6:3, 6:2, 7:6(3) z Fernando Gonzálezem.
Rok 2002 ukończył jako 12. zawodnik na świecie.

### Sezon 2003 – miejsce w TOP 10 na koniec sezonu
Sezon 2003 rozpoczął od ćwierćfinału w Australian Open. W półfinałowym pojedynku przegrał z Rainerem Schüttlerem 3:6, 7:5, 1:6, 0:6. W lutym Nalbandian awansował po raz pierwszy w karierze do finału rozgrywek ATP World Tour w grze podwójnej, w Buenos Aires. Będąc w parze z Lucasem Arnoldem Kerem w finale przegrali 2:6, 2:6 z innym argentyńskim duetem, Mariano Hood-Sebastián Prieto. W turnieju w Hamburgu Nalbandian dotarł do półfinału singla. Walkę o finał przegrał ze swoim rodakiem Agustínem Callerim 4:6, 1:6.
W French Open odpadł w II rundzie, a w Wimbledonie w IV rundzie z Timem Henmanem. Podczas turnieju w Montrealu dotarł do finału, eliminując wcześniej swojego pogromcę z Australian Open, Rainera Schüttlera. W finale jednak przegrał z Andym Roddickiem 1:6, 3:6. W Cincinnati zagrał w ćwierćfinale, a w US Open dotarł do półfinału. Walkę o finał po raz kolejny przegrał Roddickiem, nie wykorzystując w trzecim secie piłki meczowej. Ostatecznie mecz rozstrzygnął się w pięciu setach dla Amerykanina, który wygrał 6:7(4), 3:6, 7:6(7), 6:1, 6:3. Jesienią, podczas rywalizacji w Bazylei Nalbandian po raz kolejny doszedł do finału, wcześniej rewanżując się Roddickowi za porażkę w US Open. Mecz o mistrzostwo oddał walkowerem Guillermo Corii.
Na koniec sezonu został sklasyfikowany jako ósmy tenisista w światowym rankingu. Dzięki temu wystąpił po raz pierwszy w turnieju Tennis Masters Cup, gdzie gra ośmiu najwyżej sklasyfikowanych tenisistów z sezonu. Jednak nie odegrał większej roli, odpadając po rozgrywkach grupowych.

### Sezon 2004
W styczniu 2004 roku osiągnął ćwierćfinał turnieju w Melbourne. Pod koniec kwietnia, w okresie gry na nawierzchni ziemnej, wziął udział w turnieju w Monte Carlo, docierając do ćwierćfinału. Mecz o półfinał przegrał z Guillermo Corią 4:6, 3:6. W Barcelonie rozegrał swój kolejny ćwierćfinał w sezonie. W Rzymie awansował do finału imprezy, gdzie w meczu o tytuł spotkał się z Carlosem Moyą. Mecz zakończył się porażką Nalbandiana 3:6, 3:6, 1:6. Z turnieju w Hamburgu odpadł w I rundzie.
W wielkoszlemowym French Open osiągnął półfinał. Na drodze do finału stanął Nalbandianowi Gastón Gaudio, który ostatecznie wygrał pojedynek 6:3, 7:6(5), 6:0. W czerwcu zrezygnował ze startu w Wimbledonie. Pod koniec sezonu, podczas rozgrywek w Madrycie doszedł finału, jednak spotkanie o tytuł przegrał z Maratem Safinem 2:6, 4:6, 3:6. Swój trzeci finał w sezonie osiągnął w Bazylei, w którym uległ Jiříemu Novákowi
Ostatecznie Nalbandian sezon zakończył na 9. pozycji w rankingu.

### Sezon 2005 – zwycięstwo w Tennis Masters Cup
Na początku roku osiągnął ćwierćfinał Australian Open, odpadając po porażce 3:6, 2:6, 6:1, 6:3, 8:10 z Lleytonem Hewittem. Awansował również do IV i III rundy w Indian Wells i Miami. Swój kolejny tytuł wywalczył w Monachium pokonując w finale Andrei Pavela 6:4, 6:1. W Rzymie odpadł w I fazie rozgrywek, podobnie jak i w Hamburgu.
W French Open zagrał w IV rundzie. Po roku przerwy powrócił na trawiaste korty Wimbledonu zachodząc do ćwierćfinału. W US Open również uzyskał ćwierćfinał. Do końca roku zagrał też w półfinałach imprez w Madrycie oraz Bazylei.
Na koniec roku znalazł się po raz drugi w turnieju Tennis Masters Cup. W fazie grupowej zajął drugie miejsce, za Federerem. W półfinale pokonał Nikołaja Dawydienkę. W finale spotkał się z Federerem, którego pokonał 6:7(4), 6:7(11), 6:2, 6:1, 7:6(3).
Ostatecznie ukończył rok na 6. miejscu w światowym rankingu.

### Sezon 2006

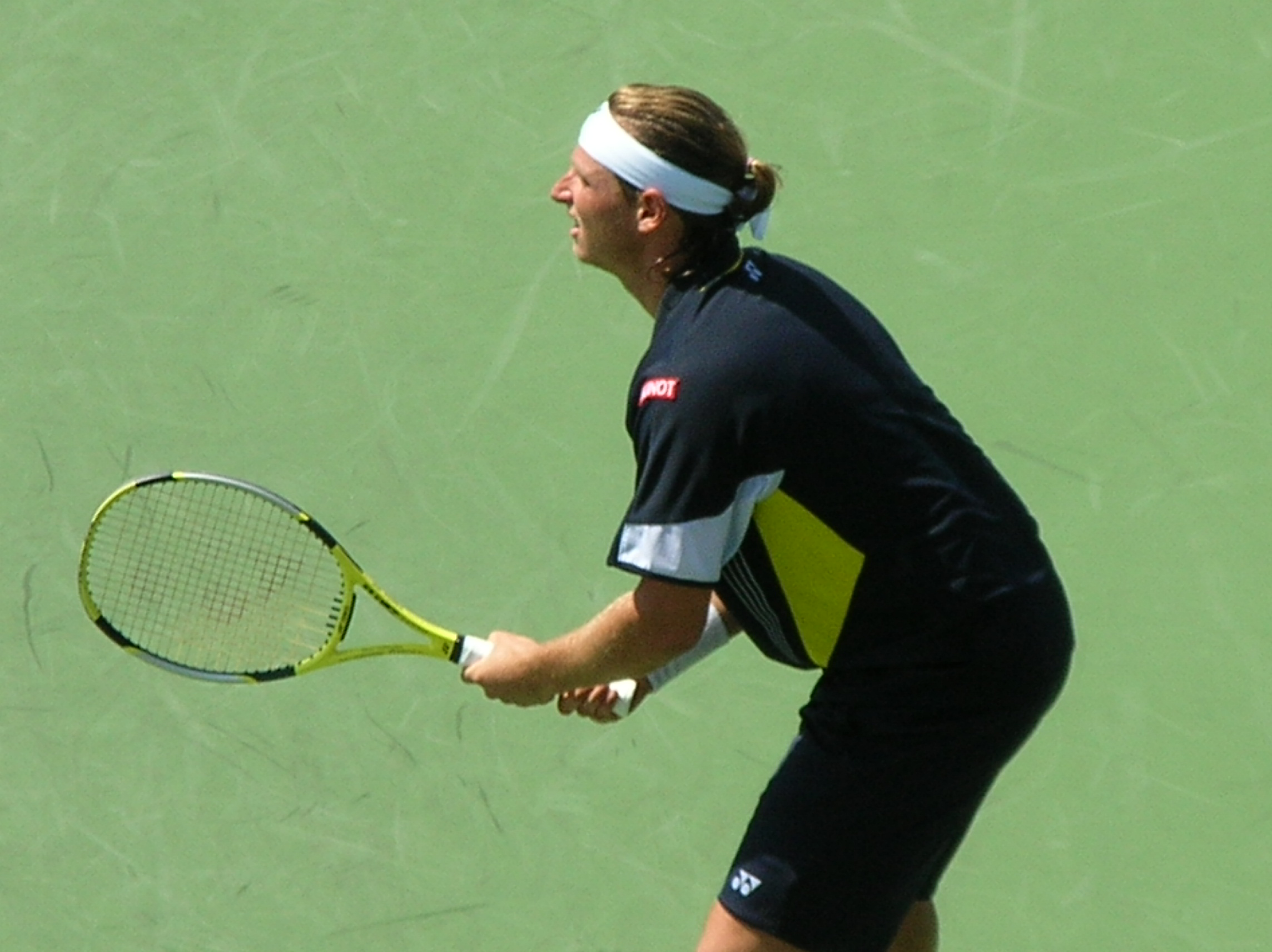
David Nalbandian podczas US Open, 2006

Sezon 2006 Argentyńczyk rozpoczął od półfinału w Australian Open. Mecz o finał przegrał z Markosem Pagdatisem 6:3, 7:5, 3:6, 4:6, 4:6. W Indian Wells dotarł do IV rundy, a w Miami awansował do półfinału. Po roku przerwy powrócił na turniej w Monte Carlo dochodząc do III rundy. W maju, po raz drugi w karierze zatriumfował w Estoril, pokonując w finałowym pojedynku Nikołaja Dawydienkę 6:3, 6:4. Start w Rzymie Nalbandian zakończył na półfinale przegrywając mecz o finał z Federerem 3:6, 6:3, 6:7(5).
W wielkoszlemowym French Open Argentyńczyk dotarł do półfinału, w którym nie sprostał Federerowi. W Wimbledonie doszedł do III fazy rozgrywek, a w US Open do II rundy. W Madrycie uzyskał półfinał, a w meczu o finał ponownie nie sprostał Federerowi przegrywając 4:6, 0:6.
Swój trzeci start w końcoworocznym Tennis Masters Cup ukończył na drugim miejscu w grupie. W półfinale zmierzył się z Jamesem Blakiem, lecz ostatecznie Amerykanin pokonał Nalbandiana 6:4, 6:1.
Rok 2006 zakończył na 8. miejscu.

### Sezon 2007 – tytuły ATP Masters Series
W Australian Open i French Open Argentyńczyk dochodził do IV fazy rozgrywek. Wimbledon ukończył na III rundzie podobnie jak i US Open.
Jesienią wygrał halowy turniej ATP Masters Series w Madrycie, eliminując m.in. w ćwierćfinale Rafaela Nadala i w półfinale Novaka Đokovicia. W finale pokonał Rogera Federera 1:6, 6:3, 6:3. W ten sposób został pierwszym tenisistą, który zwyciężył z Nadalem, Đokoviciem i Federerem w jednym turnieju. Kilka tygodni później dotarł do kolejnego finału imprezy ATP Masters Series, tym razem w Paryżu. Wcześniej wyeliminował Federera, a w finale, w dwóch setach pokonał Nadala 6:4, 6:0.
Sezon zakończył na 9. miejscu w rankingu światowym.

### Sezon 2008

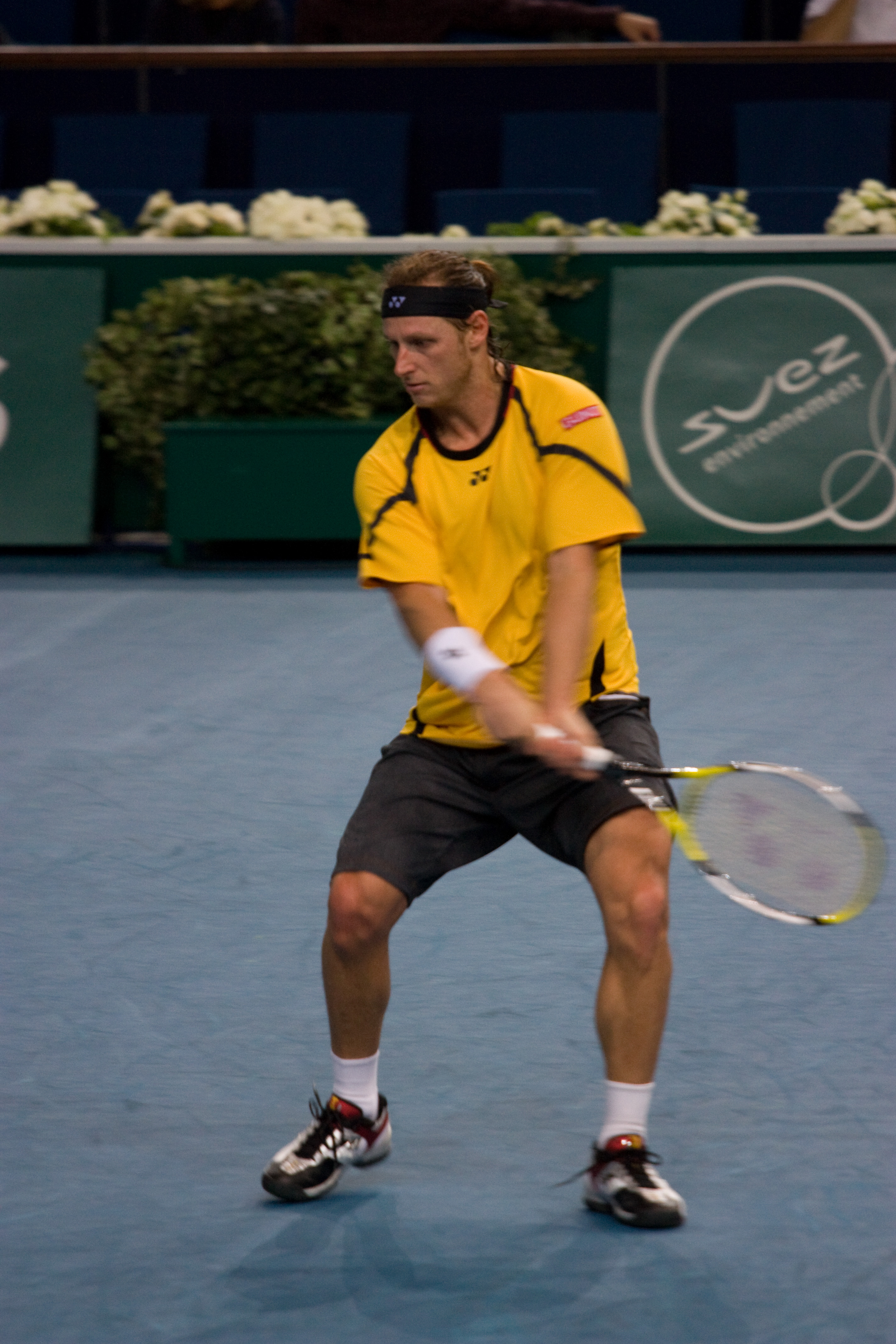
David Nalbandian podczas turnieju w Paryżu, 2008

Na początku roku wystartował w Australian Open, w którym odpadł w III rundzie. W Buenos Aires dotarł do finału, a w meczu o tytuł pokonał José Acasuso 3:6, 7:6(5), 6:4. Drugi finał w 2008 roku zagrał tydzień później, w Acapulco, turnieju rangi ATP International Series Gold. Decydujący pojedynek ostatecznie przegrał z Nicolásem Almagro 1:6, 6:7(1). W Indian Wells uzyskał ćwierćfinał, a w Miami II rundę. Na ceglanych kortach w Monte Carlo awansował do ćwierćfinału. Z turnieju w Rzymie odpadł w II fazie rozgrywek.
W French Open zagrał w II rundzie, a na trawiastych kortach Quens's Clubu uzyskał półfinał. Wimbledon zakończył na I rundzie. Tego lata wziął udział w igrzyskach olimpijskich w Pekinie docierając do III rundy. W US Open również osiągnął III rundę.
W październiku podczas rozgrywek w Sztokholmie wygrał swój dziewiąty zawodowy turniej, pokonując w finale Robina Söderlinga 6:2, 5:7, 6:3. Kolejny finał Nalbandian rozegrał w Bazylei, ale przegrał go z Federerem 3:6, 4:6. Drugi raz z rzędu znalazł się w finale turnieju ATP Masters Series w Paryżu, lecz tym razem został pokonany 3:6, 6:4, 4:6 przez Jo-Wilfrieda Tsongę.
Sezon ukończył po raz pierwszy od pięciu lat poza czołową dziesiątką, na 11. pozycji.

### Sezon 2009 – kontuzja biodra
Rok 2009 rozpoczął od triumfu w Sydney, pokonując w finale Jarkko Nieminena 6:3, 6:7, 6:2. W Melbourne odpadł w II rundzie z Lu Yen-hsunem 4:6, 7:5, 6:4, 4:6, 2:6. W lutym tenisista argentyński awansował do półfinału rozgrywek w Buenos Aires. W Indian Wells awansował do IV rundy, a w Miami do II fazy.
Rozgrywki w Monte Carlo zakończył na III rundzie. W Barcelonie awansował do ćwierćfinału, ale w meczu o półfinał nie podjął walki z Rafaelem Nadalem, oddając go walkowerem. Nalbandian doznał kontuzji, która okazała się na tyle poważna, że wykluczyła go z gry praktycznie do końca sezonu. Późną wiosną przeszedł operację prawego biodra i powrót do gry zapowiedział w sezonie 2010.
Sezon zakończył na 64. miejscu w rankingu ATP.

### Sezon 2010

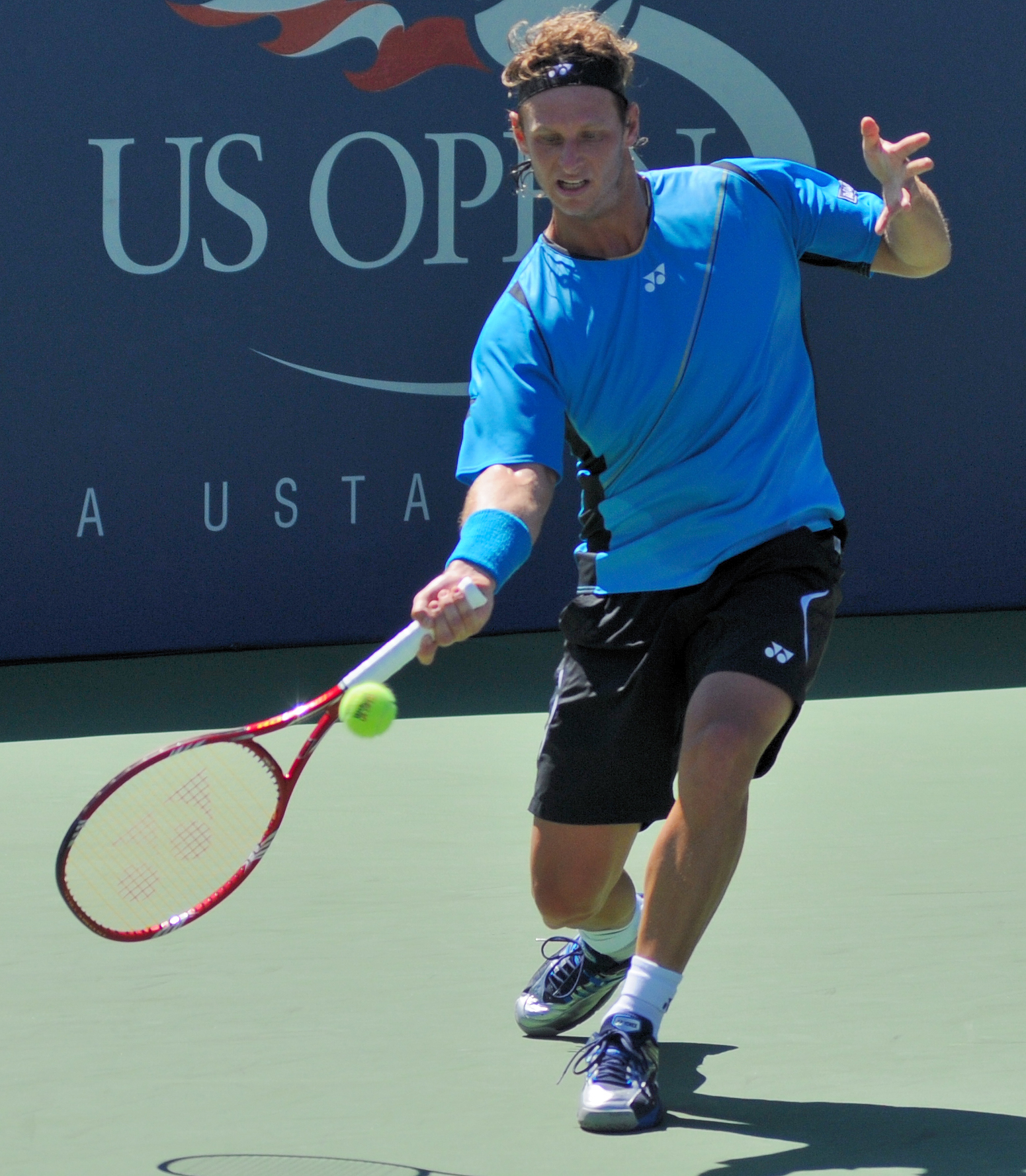
Nalbandian na kortach US Open, 2010

Po długiej nieobecności na kortach spowodowanej urazem powrócił do rywalizacji w lutym na turniej w Buenos Aires. W I rundzie wyeliminował Włocha Potito Starace, a w II rundzie Hiszpana Daniela Gimeno-Travera. Mecz ćwierćfinałowy oddał walkowerem Albertowi Montañésowi.
Kolejnym turniejowym występem Argentyńczyka były rozgrywki ATP World Tour Masters 1000 w Indian Wells. Nalbandian otrzymał od organizatorów zawodów dziką kartę, dzięki czemu nie musiał przechodzić eliminacji. W I rundzie pokonał Stefana Koubka, jednak w dalszej fazie przegrał z Jürgenem Melzerem. Pod koniec marca wziął udział w turnieju Sony Ericsson Open rozgrywanym w Miami. Podobnie jak w Indian Wells otrzymał dziką kartę. W I rundzie pokonał Łukasza Kubota, a następnie Viktora Troickiego. Pojedynek o IV rundę przegrał w trzech setach z Rafaelem Nadalem.
Sezon gry na kortach ziemnych zainaugurował występem w Monte Carlo, awansując do ćwierćfinału po wyeliminowaniu Andreasa Becka, Michaiła Jużnego i Tommy'ego Robredo; przegrał z Novakiem Đokoviciem. Następnie zrezygnował ze startu w Rolandzie Garrosie i Wimbledonie.
W sierpniu powrócił ponownie na korty, podczas rywalizacji w Waszyngtonie. Nalbandian grając z dziką kartą doszedł do finału imprezy tracąc po drodze jednego seta w pojedynku ćwierćfinałowym z Gilles'em Simonem. W finale wynikiem 6:2, 7:6(4) pokonał Markosa Pagdatisa. Następnie awansował do ćwierćfinału turnieju w Toronto, eliminując m.in. Robina Söderlinga. Pojedynek o półfinał przegrał z późniejszym zwycięzcą rozgrywek, Andym Murrayem. W Cincinnati odpadł w III fazie z Novakiem Đokoviciem. Swój pierwszy wielkoszlemowy turniej w sezonie rozegrał podczas US Open dochodząc do III rundy. Argentyńczyk w pierwszych dwóch etapach wyeliminował Rika de Voesta oraz Florenta Serrę; przegrał z Fernando Verdasco.
Jesienią Nalbandian wystartował w Bazylei, gdzie doszedł do ćwierćfinału, eliminując Jana Hájka i Marina Čilicia. Mecz, którego stawką był półfinał przegrał z Andym Roddickiem.
Ostatni turniej w sezonie Nalbandian rozegrał w halowym turnieju w Paryżu, dochodząc do II rundy. W swoim pierwszym meczu pokonał Marcela Granollersa, a w kolejnym pojedynku nie sprostał Andy'emu Murrayowi.

### Sezon 2011
Sezon 2011 Nalbandian zainaugurował od występu w Auckland. Będąc rozstawionym z nr 6. osiągnął finał zawodów, eliminując po drodze m.in. obrońcę tytułu, Johna Isnera, oraz Nicolása Almagro. Spotkanie finałowe przegrał z Davidem Ferrerem. Podczas Australian Open Argentyńczyk w I rundzie zmierzył się z Lleytonem Hewittem. Blisko 4.30 godz. pojedynek zakończył się zwycięstwem Nalbandiana 3:6, 6:3, 3:6, 7:6(1), 9:7, który obronił dwie piłki meczowe. W dalszej fazie przegrał jednak z Litwinem Ričardasem Berankisem. Pojedynek zakończył się jednak na początku trzeciego seta przy stanie 6:1, 6:0, 2:0 dla Litwina.
W połowie lutego Argentyńczyk wystartował w Buenos Aires, gdzie doszedł do ćwierćfinału, w którym został pokonany przez Tommy'ego Robredo. Po tych zawodach Nalbandian doznał kontuzji mięśni i przeszedł operację z powodu przepukliny.

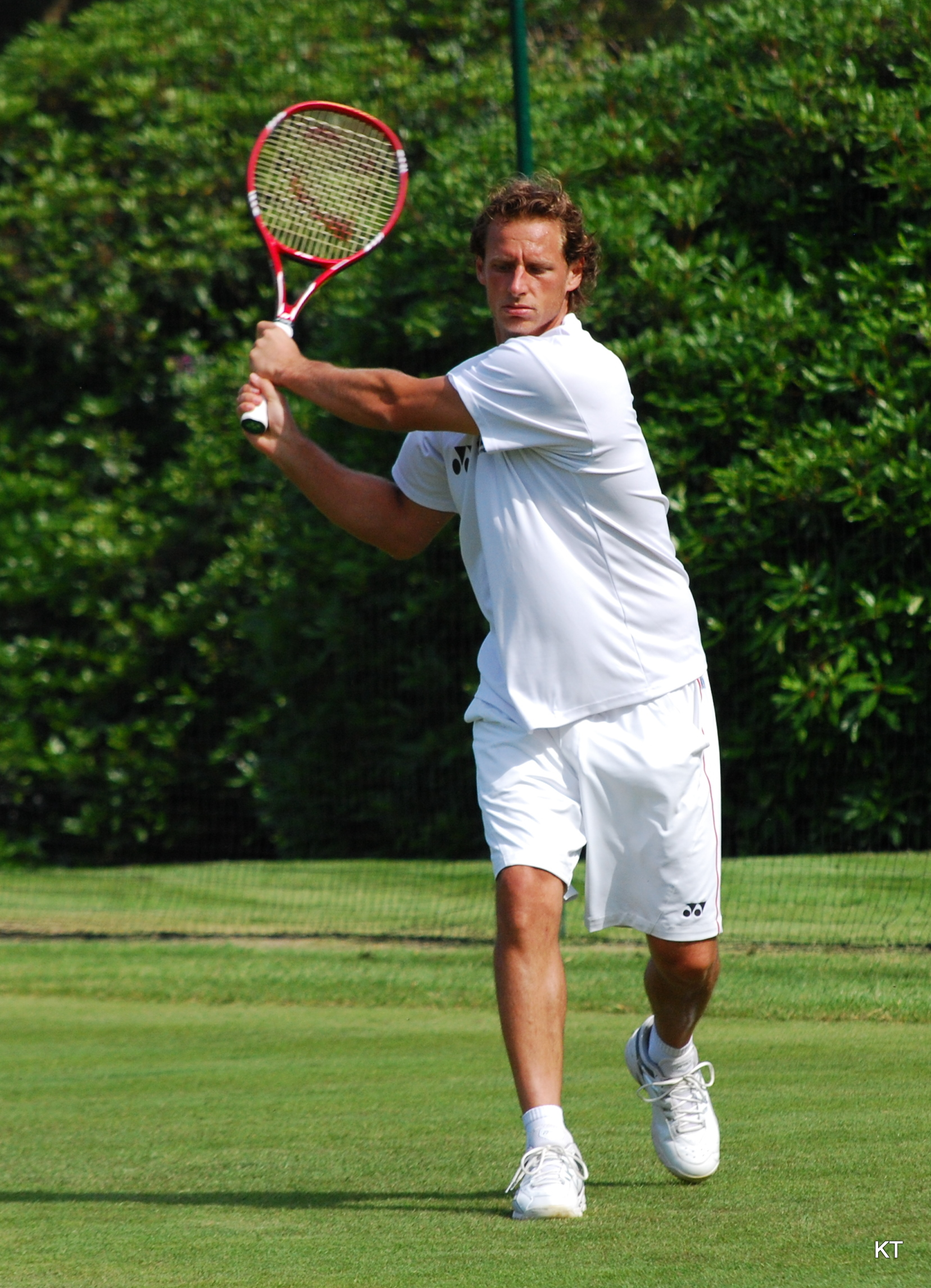
Nalbandian wykonujący backhand, 2011

Na początku czerwca Nalbandian powrócił na korty na turniej w Queen's, osiągając III rundę, gdzie przegrał z Fernando Verdasco. Na Wimbledonie Nalbandian, po zwycięstwach z Julianem Reisterem i Andreasem Haider-Maurerem, doszedł do III rundy, w której poniósł porażkę z Rogerem Federerem.
Na przełomie sierpnia i września Nalbandian doszedł do III rundy US Open, eliminując po drodze Bobby'ego Reynoldsa oraz Ivana Ljubičicia. Spotkanie o IV rundę zakończyło się porażką Argentyńczyka z Rafaelem Nadalem. Po miesiącu, Argentyńczyk zagrał w Tokio, gdzie dotarł do ćwierćfinału, w którym uległ Andy'emu Murrayowi. Następnie Nalbandian wystartował w Sztokholmie, dochodząc do ćwierćfinału, po wcześniejszym pokonaniu m.in. Xaviera Mallisa, przeciwko któremu obronił dwie piłki meczowe. Spotkanie ćwierćfinałowe Argentyńczyk oddał walkowerem Jamesowi Blake'owi z powodu kłopotów ze ścięgnami udowymi w lewej nodze. Był to zarazem ostatni rozegrany przez Argentyńczyka turniej w sezonie.
Rok zakończył na 64. miejscu w klasyfikacji ATP.

### Sezon 2012
Pierwszy turniej w 2012 roku z udziałem Argentyńczyka odbył się podczas Australian Open. Nalbandian dotarł do II rundy po wcześniejszym wyeliminowaniu Jarkko Nieminena. Spotkanie o awans do dalszej rundy przegrał w pięciu setach, nie wykorzystując zarazem jednej piłki meczowej, z Johnem Isnerem. W lutym argentyński tenisista doszedł do ćwierćfinału w São Paulo, po wygranej m.in. z Gilles'em Simonem, a odpadł po porażce z Filippo Volandrim. W tym samym miesiącu Nalbandian osiągnął półfinał w Buenos Aires. Spotkanie o awans do finału przegrał z Davidem Ferrerem.
W połowie marca Argentyńczyk, po półtorarocznej przerwie, awansował do ćwierćfinału zawodów kategorii ATP World Tour Masters 1000, w Indian Wells. Argentyńczyk po drodze wyeliminował m.in. Janko Tipsarevicia oraz Jo-Wilfrieda Tsongę. Spotkanie o awans do dalszej rundy przegrał w trzech setach z Rafaelem Nadalem.
Sezon gry na kortach ziemnych w Europie Nalbandian zainaugurował od startu w Belgradzie na początku maja, gdzie doszedł do półfinału, w którym nie sprostał Andreasowi Seppiemu. Pod koniec maja, po czterech latach nieobecności, Nalbandian zagrał na kortach im. Rolanda Garrosa. Tenisista argentyński odpadł z zawodów w I rundzie po porażce z Adrianem Ungurem.
W połowie czerwca, podczas rywalizacji na nawierzchni trawiastej, Nalbandian dotarł do finału turnieju w Londynie (Queen's). Był to pierwszy finał na tym podłożu Argentyńczyka od dziesięciu lat, kiedy to osiągnął finał Wimbledonu w 2002 roku. Nalbandian w spotkaniu o tytuł zmierzył się z Marinem Čiliciem. Argentyńczyk przy stanie 7:6(3), 3:4 został zdyskwalifikowany z powodu niesportowego zachowania po przegranej wymianie. Tenisista kopnął w parkan osłaniający sędziego liniowego, tak, że ten uderzył w arbitra rozcinając mu nogę. Na Wimbledonie Argentyńczyk odpadł w I rundzie pokonany przez Janko Tipsarevicia.
Po Wimbledonie Nalbandian zagrał na igrzyskach olimpijskich w Londynie. Z turnieju singlowego wyeliminował Argentyńczyka w I rundzie Janko Tipsarević, natomiast w deblu również przegrał w I rundzie, razem z Eduardo Schwankiem.
Podczas US Open Series Nalbandian doszedł do III rundy w Winston-Salem, gdzie poniósł porażkę z Ołeksandrem Dołhopołowem. Następnie Argentyńczyk wycofał się w ostatniej chwili z US Open ze względu na uraz mięśni brzucha.
2012 rok Nalbandian zakończył na 82. miejscu.

### 2013 – zakończenie kariery
Pierwszy turniej od sierpnia 2012 roku Nalbandian zagrał, w połowie lutego, w São Paulo. Zawodnik po drodze pokonał m.in. w ćwierćfinale Nicolása Almagro. Spotkanie o tytuł przegrał 2:6, 3:6 z Rafaelem Nadalem. W Buenos Aires osiągnął drugą rundę, ulegając w niej najwyżej rozstawionemu Davidowi Ferrerowi. W Acapulco przegrał w pierwszym meczu z Aljažem Bedene.
W rozgrywkach ATP World Tour Masters 1000 w Indian Wells i Miami uległ odpowiednio Jerzemu Janowiczowi w drugim spotkaniu i Jarkko Nieminenowi w pierwszym.
Po zawodach w Miami Argentyńczyk przeszedł dwie operacje, ramienia i biodra, które wykluczyły go ze startów do końca sezonu.
Na początku października poinformował o zakończeniu kariery zawodowej, a decyzję uzasadniał licznymi kontuzjami. Poinformował, że zamierza wziąć jeszcze udział w pokazowym meczu w Buenos Aires, gdzie jego przeciwnikiem będzie Rafael Nadal.

### Puchar Davisa
W reprezentacji Nalbandian zadebiutował w 2002 roku w półfinale przeciwko Rosji. W 2006 roku doszedł z zespołem do finału imprezy mając za przeciwników ponownie Rosjan, którzy wygrali rywalizację 3:2. Oba punkty dla Argentyńczyków zdobył wówczas Nalbandian, po wygranych z Maratem Safinem i Nikołajem Dawydienką.
W edycji turnieju z 2008 roku ponownie osiągnął finał z reprezentacją, rywalizując wówczas z Hiszpanią. Wynik konfrontacji to 3:1 dla tenisistów z Półwyspu Iberyjskiego. Nalbandian ze swoich dwóch spotkań wygrał z Davidem Ferrerem, a przegrał w grze deblowej w parze z Agustínem Callerim z parą Feliciano López i Fernando Verdasco.
W roku 2011 Nalbandian w reprezentacją po raz trzeci osiągnął finał. Rywalami Argentyńczyków ponownie byli Hiszpanie. Nalbandian wystąpił w deblowym pojedynku razem z Eduardo Schwankiem przeciwko deblowi López-Verdasco. Był to zarazem jedyny punkt dla Argentyty, która przegrała rywalizację 1:3.
Podczas edycji turnieju z 2012 roku Nalbandian doszedł z reprezentacją do ćwierćfinału. W I rundzie przeciwko Niemcom zawodnik zagrał w dwóch zwycięskich pojedynkach, najpierw w singlu przeciwko Florianowi Mayerowi, a następnie razem Eduardo Schwankiem przeciw Tommy'emu Haasowi i Philippowi Petzschnerowi. W ćwierćfinale Argentyna rywalizowała z Chorwacją, ponosząc porażkę 1:4. Nalbandian najpierw uległ Marinowi Čiliciowi, a potem w grze podwójnej parze Marin Čilić-Ivo Karlović. Partnerem Nalbandiana był Eduardo Schwank.
W sezonie 2013 razem z drużyną doszedł do półfinału. Wystąpił w dwóch spotkaniach deblowych – w pojedynku z Niemcami i Francuzami. W obu konfrontacjach triumfował.
Nalbandian bronił narodowych barw także w Drużynowym pucharze świata.

## Życie prywatne
David Nalbandian jest synem Norberto i Aldy. Ma również dwóch starszych braci: Javiera i Dario. Popularnie nazywany „Król David” interesuje się sportem, konkretnie piłką nożną (ulubiony klub River Plate). Poza tym lubi wyścigi oraz wędkowanie.
W całej karierze zarobił na kortach 11 123 125 dolarów amerykańskich.

## Statystyki turniejowe

### Gra pojedyncza (11–13)
| Legenda                                                  |
| Wielki Szlem (0–1)                                       |
| Igrzyska olimpijskie (0–0)                               |
| Tennis Masters Cup / ATP World Tour Finals (1–0)         |
| ATP Masters Series / ATP World Tour Masters 1000 (2–4)   |
| ATP International Series Gold / ATP World Tour 500 (1–1) |
| ATP International Series / ATP World Tour 250 (7–7)      |

| Wygrane według nawierzchni |
| Twarda (5–4)               |
| Ceglana (4–4)              |
| Trawiasta (0–2)            |
| Dywanowa (2–3)             |

| Końcowy wynik | Nr  | Data                 | Turniej                      | Nawierzchnia    | Przeciwnik         | Wynik finału                      |
| Finalista     | 1.  | 30 września 2001     | Palermo                      | Ceglana         | Félix Mantilla     | 6:7(2), 4:6                       |
| Zwycięzca     | 1.  | 14 kwietnia 2002     | Estoril                      | Ceglana         | Jarkko Nieminen    | 6:4, 7:6(5)                       |
| Finalista     | 2.  | 7 lipca 2002         | Wimbledon, Londyn            | Trawiasta       | Lleyton Hewitt     | 1:6, 3:6, 2:6                     |
| Zwycięzca     | 2.  | 27 października 2002 | Bazylea                      | Dywanowa (hala) | Fernando González  | 6:4, 6:3, 6:2                     |
| Finalista     | 3.  | 10 sierpnia 2003     | Montreal                     | Twarda          | Andy Roddick       | 1:6, 3:6                          |
| Finalista     | 4.  | 26 października 2003 | Bazylea                      | Dywanowa (hala) | Guillermo Coria    | walkower                          |
| Finalista     | 5.  | 9 maja 2004          | Rzym                         | Ceglana         | Carlos Moyá        | 3:6, 3:6, 1:6                     |
| Finalista     | 6.  | 24 października 2004 | Madryt                       | Twarda (hala)   | Marat Safin        | 2:6, 4:6, 3:6                     |
| Finalista     | 7.  | 31 października 2004 | Bazylea                      | Dywanowa (hala) | Jiří Novák         | 5:7, 6:3, 6:4, 1:6, 6:2           |
| Zwycięzca     | 3.  | 1 maja 2005          | Monachium                    | Ceglana         | Andrei Pavel       | 6:4, 6:1                          |
| Zwycięzca     | 4.  | 20 listopada 2005    | Tennis Masters Cup, Szanghaj | Dywanowa (hala) | Roger Federer      | 6:7(4), 6:7(11), 6:2, 6:1, 7:6(3) |
| Zwycięzca     | 5.  | 7 maja 2006          | Estoril                      | Ceglana         | Nikołaj Dawydienko | 6:3, 6:4                          |
| Zwycięzca     | 6.  | 21 października 2007 | Madryt                       | Twarda (hala)   | Roger Federer      | 1:6, 6:3, 6:3                     |
| Zwycięzca     | 7.  | 4 listopada 2007     | Paryż                        | Twarda (hala)   | Rafael Nadal       | 6:4, 6:0                          |
| Zwycięzca     | 8.  | 24 lutego 2008       | Buenos Aires                 | Ceglana         | José Acasuso       | 3:6, 7:6(5), 6:4                  |
| Finalista     | 8.  | 2 marca 2008         | Acapulco                     | Ceglana         | Nicolás Almagro    | 1:6, 6:7(1)                       |
| Zwycięzca     | 9.  | 12 października 2008 | Sztokholm                    | Twarda (hala)   | Robin Söderling    | 6:2, 5:7, 6:3                     |
| Finalista     | 9.  | 26 października 2008 | Bazylea                      | Dywanowa (hala) | Roger Federer      | 3:6, 4:6                          |
| Finalista     | 10. | 2 listopada 2008     | Paryż                        | Twarda (hala)   | Jo-Wilfried Tsonga | 3:6, 6:4, 4:6                     |
| Zwycięzca     | 10. | 18 stycznia 2009     | Sydney                       | Twarda          | Jarkko Nieminen    | 6:3, 6:7, 6:2                     |
| Zwycięzca     | 11. | 8 sierpnia 2010      | Waszyngton                   | Twarda          | Markos Pagdatis    | 6:2, 7:6(6)                       |
| Finalista     | 11. | 15 stycznia 2011     | Auckland                     | Twarda          | David Ferrer       | 3:6, 2:6                          |
| Finalista     | 12. | 17 czerwca 2012      | Londyn                       | Trawiasta       | Marin Čilić        | 7:6(3), 3:4, dyskwalifikacja      |
| Finalista     | 13. | 17 lutego 2013       | São Paulo                    | Ceglana (hala)  | Rafael Nadal       | 2:6, 3:6                          |

#### Osiągnięcia w turniejach Wielkiego Szlema i ATP World Tour Masters 1000 (gra pojedyncza)
| Turniej                     | 2000                   | 2001                   | 2002                   | 2003                   | 2004                   | 2005                   | 2006                   | 2007                   | 2008                   | 2009  | 2010  | 2011  | 2012  | 2013  | Wygrane turnieje | Bilans w turnieju |
| --------------------------- | ---------------------- | ---------------------- | ---------------------- | ---------------------- | ---------------------- | ---------------------- | ---------------------- | ---------------------- | ---------------------- | ----- | ----- | ----- | ----- | ----- | ---------------- | ----------------- |
| Wielki Szlem                |                        |                        |                        |                        |                        |                        |                        |                        |                        |       |       |       |       |       |                  |                   |
| Australian Open             | –                      | –                      | 2R                     | QF                     | QF                     | QF                     | SF                     | 4R                     | 3R                     | 2R    | –     | 2R    | 2R    | –     | 0 / 10           | 24–10             |
| French Open                 | –                      | –                      | 3R                     | 2R                     | SF                     | 4R                     | SF                     | 4R                     | 2R                     | –     | –     | –     | 1R    | –     | 0 / 8            | 20–8              |
| Wimbledon                   | –                      | –                      | F                      | 4R                     | –                      | QF                     | 3R                     | 3R                     | 1R                     | –     | –     | 3R    | 1R    | –     | 0 / 8            | 19–8              |
| US Open                     | –                      | 3R                     | 1R                     | SF                     | 2R                     | QF                     | 2R                     | 3R                     | 3R                     | –     | 3R    | 3R    | –     | –     | 0 / 10           | 21–10             |
| Wygrane turnieje            | –                      | 0 / 1                  | 0 / 4                  | 0 / 4                  | 0 / 3                  | 0 / 4                  | 0 / 4                  | 0 / 4                  | 0 / 4                  | 0 / 1 | 0 / 1 | 0 / 3 | 0 / 3 | 0 / 0 | 0 / 37           | N/A               |
| Bilans spotkań              | –                      | 2–1                    | 9–4                    | 13–4                   | 10–3                   | 15–4                   | 13–4                   | 10–4                   | 5–4                    | 1–1   | 2–1   | 5–3   | 1–3   | 0–0   | N/A              | 86–36             |
| ATP World Tour Finals       |                        |                        |                        |                        |                        |                        |                        |                        |                        |       |       |       |       |       |                  |                   |
| ATP World Tour Finals       | –                      | –                      | –                      | RR                     | –                      | W                      | SF                     | –                      | –                      | –     | –     | –     | –     | –     | 1 / 3            | 6–6               |
| ATP World Tour Masters 1000 |                        |                        |                        |                        |                        |                        |                        |                        |                        |       |       |       |       |       |                  |                   |
| Indian Wells                | –                      | –                      | 2R                     | 1R                     | –                      | 4R                     | 4R                     | 4R                     | QF                     | 4R    | 2R    | –     | QF    | 2R    | 0 / 10           | 18–10             |
| Miami                       | 1R                     | 1R                     | 1R                     | 3R                     | –                      | 3R                     | SF                     | 3R                     | 2R                     | 2R    | 3R    | –     | 2R    | 1R    | 0 / 12           | 10–12             |
| Monte Carlo                 | –                      | –                      | 3R                     | 2R                     | QF                     | –                      | 3R                     | 2R                     | QF                     | 3R    | QF    | –     | –     | –     | 0 / 8            | 16–8              |
| Madryt                      | –                      | –                      | 3R                     | –                      | F                      | SF                     | SF                     | W                      | 3R                     | –     | –     | –     | 1R    | –     | 1 / 7            | 18–5              |
| Rzym                        | –                      | –                      | 2R                     | 1R                     | F                      | 1R                     | SF                     | –                      | 2R                     | –     | –     | –     | 2R    | –     | 0 / 7            | 11–7              |
| Montreal/Toronto            | –                      | –                      | QF                     | F                      | 1R                     | 2R                     | 1R                     | 3R                     | –                      | –     | QF    | 1R    | 1R    | –     | 0 / 9            | 14–9              |
| Cincinnati                  | –                      | –                      | 1R                     | QF                     | –                      | 2R                     | 2R                     | 1R                     | –                      | –     | 3R    | 2R    | 1R    | –     | 0 / 8            | 8–8               |
| Szanghaj                    | Nie ATP Masters Series | Nie ATP Masters Series | Nie ATP Masters Series | Nie ATP Masters Series | Nie ATP Masters Series | Nie ATP Masters Series | Nie ATP Masters Series | Nie ATP Masters Series | Nie ATP Masters Series | –     | –     | 2R    | –     | –     | 0 / 1            | 1–1               |
| Paryż                       | –                      | –                      | 2R                     | –                      | –                      | 2R                     | –                      | W                      | F                      | –     | 2R    | –     | –     | –     | 1 / 5            | 12–4              |
| Hamburg                     | –                      | –                      | 1R                     | SF                     | 1R                     | 1R                     | –                      | –                      | –                      | NMS   | NMS   | NMS   | NMS   | NMS   | 0 / 4            | 4–4               |
| Wygrane turnieje            | 0 / 1                  | 0 / 1                  | 0 / 9                  | 0 / 7                  | 0 / 5                  | 0 / 8                  | 0 / 7                  | 2 / 7                  | 0 / 6                  | 0 / 3 | 0 / 6 | 0 / 3 | 0 / 6 | 0 / 2 | 2 / 71           | N/A               |
| Ranking na koniec sezonu    |                        |                        |                        |                        |                        |                        |                        |                        |                        |       |       |       |       |       |                  |                   |
|                             | 245                    | 47                     | 12                     | 8                      | 9                      | 6                      | 8                      | 9                      | 11                     | 64    | 27    | 64    | 82    | –     | N/A              | N/A               |